# Brice Johnson
Pour les articles homonymes, voir Johnson.
Jonathan Brice Johnson, né le 27 juin 1994 à Orangeburg, Caroline du Sud, est un joueur américain de basket-ball. Il évolue au poste d'ailier fort.

## Biographie
À la fin du mois de mars, il est nommé dans le meilleur cinq majeur de la saison NCAA aux côtés de Malcolm Brogdon, Buddy Hield, Tyler Ulis et Denzel Valentine.
Avec les Tar Heels de la Caroline du Nord, il arrive en finale du Final Four où il s'incline 74 à 77 contre les Wildcats de Villanova.

## Statistiques

### Universitaires
Les statistiques en matchs universitaires de Brice Johnson sont les suivantes :
| Saison    | Équipe           | Matchs | Titul. | Min./m | % Tir | % 3pts | % LF | Rbds/m. | Pass/m. | Int/m. | Ctr/m. | Pts/m. |
| --------- | ---------------- | ------ | ------ | ------ | ----- | ------ | ---- | ------- | ------- | ------ | ------ | ------ |
| 2012-2013 | Caroline du Nord | 36     | 2      | 10,6   | 51,1  | 0,0    | 57,7 | 3,19    | 0,28    | 0,47   | 0,53   | 5,42   |
| 2013-2014 | Caroline du Nord | 34     | 2      | 19,4   | 56,4  | 0,0    | 62,2 | 6,15    | 0,88    | 0,74   | 1,26   | 10,32  |
| 2014-2015 | Caroline du Nord | 38     | 37     | 24,7   | 56,6  | 0,0    | 67,8 | 7,76    | 0,92    | 0,68   | 1,11   | 12,95  |
| 2015-2016 | Caroline du Nord | 40     | 39     | 28,0   | 61,4  | 0,0    | 78,3 | 10,40   | 1,45    | 1,07   | 1,48   | 16,95  |
| Total     |                  | 148    | 80     | 21,0   | 57,4  | 0,0    | 70,8 | 6,99    | 0,90    | 0,75   | 1,10   | 11,59  |

## Palmarès
- Consensus first-team All-American (2016)
- First-team All-ACC (2016)
- Third-team All-ACC (2015)
- First-team Parade All-American (2012)